# Theodore F. MacManus
Theodore F. MacManus (Buffalo, 1872 – Sudbury, 12 de setembro de 1940) foi um empresário e filantropo americano. 

## Biografia

### Vida pregressa
Theodore MacManus nasceu em 1872 em Buffalo, Nova York.

### Carreira
Ele começou sua carreira como repórter de jornal. Mais tarde, como redator, ele revolucionou a publicidade com seu trabalho em anúncios de carros de luxo da General Motors, incluindo Cadillacs. Seu anúncio mais conhecido, escrito em 1915, é chamado de "A penalidade da liderança". Mais tarde, Elvis Presley pendurou-o na parede de sua mansão em Graceland, sugerindo que o descrevia bem.
Em 1927, ele fundou sua própria empresa de publicidade, a agência MacManus. Mais tarde, tornou-se MacManus, John & Adams em 1934, e mais tarde o D'Arcy MacManus Benton & Bowles, até que ficou conhecido como o Grupo MacManus. 

### Filantropia
Católico romano devoto, ele financiou a construção da Igreja Católica St. Hugo of the Hills, que originalmente era de sua propriedade e agora serve como igreja paroquial de Bloomfield Hills, Michigan. 

### Vida pessoal
Ele era casado com Alice Holdridge MacManus. Eles tiveram seis filhos. 
Eles residiam na mansão Stonycroft em Bloomfield Hills, Michigan. Ele morreu em 1940 em sua casa de verão em Sudbury, Ontário. Em seu obituário, observou-se que o pioneiro da publicidade automóvel nunca aprendeu a dirigir. 